# Francisco de Vitoria (Buenos Aires)
Francisco de Vitoria  es un paraje rural del partido de Trenque Lauquen, provincia de Buenos Aires, Argentina.

## Ubicación
La localidad se ubica al norte del partido, lindando con el partido de Rivadavia. Se encuentra a 73 km al norte de la ciudad de Trenque Lauquen, a través de un camino rural que bordea las vías, que se desprende desde la Ruta Nacional 33.

## Población
Durante los censos nacionales del INDEC de 2001 y 2010 fue considerada como población rural dispersa.

## Historia
La localidad se crea a partir de la llegada del Ferrocarril Provincial de Buenos Aires en 1914. El cierre del ramal en 1960 obligó a un gran éxodo de sus habitantes hacia ciudades más grandes.
Francisco de Vitoria
Situada al norte del partido de Trenque Lauquen, lindando con Rivadavia, este poblado debe su nombre a quien fue el primer maestro argentino habilitado por el Cabildo, en el año 1605.
La historia de Francisco de Vitoria se desarrolla junto al Ferrocarril Provincial, luego General Belgrano.
En 1938 la suerte de este paraje se vio perjudicada al sufrir el abandono del dueño de sus tierras, exigiendo además el desalojo de sus habitantes para demoler los edificios, cerrar los negocios y abandonar las viviendas.
Este desamparo no sería el único que le tocaría padecer, ya que en la década del 1960 se produjo la clausura del Ferrocarril Provincial, arteria vital del lugar.
Para el 23 de junio de 1962 sólo quedaba “El Pagador”, el único tren que se desplazaba una vez por mes para pagarle al personal en actividad, dándole vida, otra vez, al viejo camino de hierro.